# ناتاشا ستيفانينكو
ناتاليا ديميترييفنا «ناتاشا» ستيفانينكو (الروسية:Наталья Дмитриевна "Наташа" Стефаненко؛ من مواليد 18 أبريل 1969) ممثلة إيطالية روسية المولد، وممثلة ومقدمة برامج تلفزيونية تعيش وتعمل في كل من إيطاليا وروسيا.

## روابط خارجية
- ناتاشا ستيفانينكو على موقع IMDb (الإنجليزية)
- ناتاشا ستيفانينكو على موقع قاعدة بيانات الفيلم (الإنجليزية)
- ناتاشا ستيفانينكو على موقع كينوبويسك (الروسية)